# Helmbrechts
Helmbrechts (pronunciación en alemán: /ˈhɛlmbʁɛçt͡s/ⓘ) es una pequeña ciudad (posee la categoría de ciudad desde 1422 a pesar de tener 10 000 habitantes) en el distrito de Hof (Alta Franconia), en Baviera, Alemania. Está situado en el límite sur del Bosque de Franconia, a 20 kilómetros al suroeste de Hof.
El primer documento oficial en el que se nombra a Helmbrechts data del año 1232. Se le otorgó la categoría de ciudad en el año 1422 por parte de Friedrich V de Núrember. Desde 1810 pertenece a territorio bávaro. Durante la Segunda Guerra Mundial se situó en ella un subcampo de concretración perteneciente al campo de Flossenburg.
La ciudad es un centro de la industria textil y del plástico. En su cercanía pasa la autopista A9. Además Helmbrechts posee un aeródromo llamado Ottengrüner Heide.
- Datos: Q494110
- Multimedia: Helmbrechts / Q494110

1. ↑  Worldpostalcodes.org, código postal n.º 95233.